# Marigny-Marmande
Marigny-Marmande település Franciaországban, Indre-et-Loire megyében. Lakosainak száma 605 fő (2022. január 1.). Marigny-Marmande Antogny-le-Tillac, Jaulnay, Luzé, Ports-sur-Vienne, Pussigny, Mondion és Vellèches községekkel határos.

## Népesség
A település népességének változása:
| Lakosok száma | 853  | 651  | 600  | 618  | 579  | 581  | 595  | 603  | 613  | 605  |
|               | 1968 | 1982 | 1990 | 2006 | 2013 | 2015 | 2017 | 2019 | 2020 | 2022 |